# Tlenek miedzi(II)
Tlenek miedzi(II), CuO – nieorganiczny związek chemiczny z grupy tlenków, w którym miedź występuje na II stopniu utlenienia.
W temperaturze pokojowej jest czarnym, drobnokrystalicznym proszkiem nierozpuszczalnym w wodzie, roztwarza się jednak w kwasach i w roztworze amoniaku. Otrzymuje się go przez ogrzewanie miedzi na powietrzu. Silnie ogrzewany rozkłada się. Właściwości utleniające CuO wykorzystuje się w analizie związków organicznych. Należy do tlenków amfoterycznych, tzn. reaguje z wodorotlenkami i kwasami.

## Otrzymywanie
Tlenek miedzi(II) powstaje podczas ogrzewania miedzi na wolnym powietrzu:
2Cu + O2 → 2CuO
lub w wyniku rozkładu termicznego niektórych związków miedzi, np. węglanu lub wodorotlenku:
CuCO3 → CuO + CO2↑
Cu(OH)2 → CuO + H2O